# Cryptachaea rostra
Cryptachaea rostra là một loài nhện trong họ Theridiidae.
Loài này thuộc chi Cryptachaea. Cryptachaea rostra được miêu tả năm 1992 bởi Zhu & Zhang.